# Sobolew (gmina)
Sobolew – gmina wiejska w województwie mazowieckim, w powiecie garwolińskim. W latach 1975–1998 gmina położona była w województwie siedleckim.
Siedziba gminy to Sobolew.
Według danych z 30 czerwca 2004 gminę zamieszkiwało 8357 osób. Natomiast według danych z 31 grudnia 2019 roku gminę zamieszkiwało 8239 osób.

## Struktura powierzchni
Według danych z roku 2002 gmina Sobolew ma obszar 94,83 km², w tym:
- użytki rolne: 70%
- użytki leśne: 24%

Gmina stanowi 7,38% powierzchni powiatu.

## Demografia

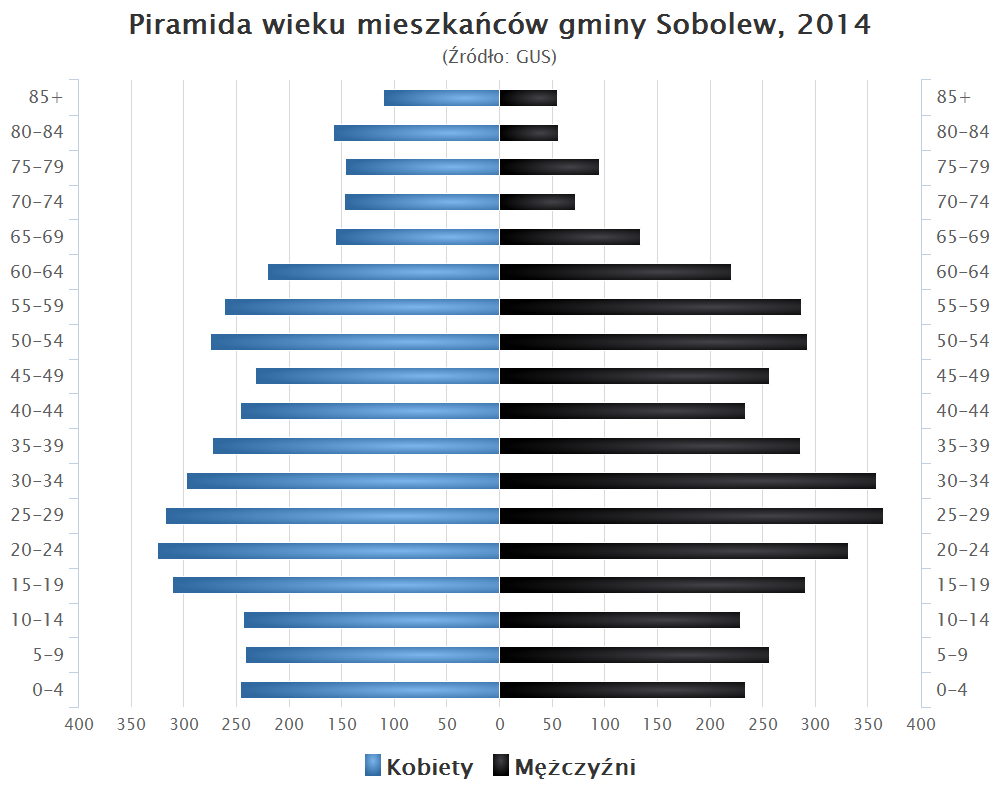
Piramida wieku mieszkańców gminy Sobolew w 2014 roku

Dane z 30 czerwca 2004:
| Opis                              | Ogółem | Ogółem | Kobiety | Kobiety | Mężczyźni | Mężczyźni |
| --------------------------------- | ------ | ------ | ------- | ------- | --------- | --------- |
| jednostka                         | osób   | %      | osób    | %       | osób      | %         |
| populacja                         | 8357   | 100    | 4252    | 50,9    | 4105      | 49,1      |
| gęstość zaludnienia (mieszk./km²) | 88,1   | 88,1   | 44,8    | 44,8    | 43,3      | 43,3      |

## Sołectwa
Anielów, Chotynia, Godzisz, Gończyce, Grabniak, Kaleń Drugi, Kaleń Pierwszy, Kobusy, Kownacica, Nowa Krępa, Ostrożeń Drugi, Ostrożeń Pierwszy, Przyłęk, Sobolew (sołectwa: Sobolew I, Sobolew II i Sobolew III), Sokół, Trzcianka.
Pozostałe miejscowości podstawowe: Michałki, Nowiny Sobolewskie, Uśniak i Wiktorzyn

## Władze gminy
| Przewodniczący Rady Gminy: - Jan Tomasz Wiśnicki (2002-2006) - Barbara Jankowska (2006-2010) - Leszek Dariusz Urawski (2010-2014) - Karol Marcinkowski (od 2014) | Wójtowie Sobolewa: - Andrzej Jacek Koszutski (1990-2018) - Maciej Błachnio (od 2018) |

## Sąsiednie gminy
Górzno, Łaskarzew (gmina miejska), Łaskarzew (gmina wiejska), Maciejowice, Trojanów, Żelechów